# 국제 이동국 식별 번호
국제 이동국 식별 번호(International Mobile Station Identity) 또는 IMSI(/ˈɪmziː/)는 국제 이동 통신 시스템 서비스 가입 시 휴대용 모바일 단말기에 할당되는 15자리 고유 식별 번호이다. 셀룰러 네트워크(모바일 네트워크)에서 사용자를 구별하는데 사용되며 전 세계 셀룰러 네트워크에서 사용되는 유일한 구분자이다. 64 bit 필드로 저장되고 전화기에 의해 네트워크로 전송된다. 또한, 홈 위치 등록 시스템 (Home Location Register, HLR)에서 혹은 방문자 위치를 등록 시스템 (Visitor Location Register, VLR)에 복사될 때 모바일 기기의 상세 정보를 얻기 위해 사용된다. 도청하는 사람이 무선 구간에서 가입자를 구별하거나 추적하는 것을 막기 위해, IMSI는 가능한 드물게 전송되며 대신 임의로 생성된 TMSI 전송한다.
IMSI는 다른 네트워크와 서로 연결된 모든 모바일 네트워크에서 사용된다. GSM, UMTS 및 LTE 네트워크에서 이 번호는 SIM 카드에 저장되고 CDMA2000에서는 직접 전화기 또는 R-UIM 카드(GSM용 SIM 카드와 유사한 CDMA2000용 카드)에 저장된다.
IMSI는 보통 15 자리 숫자로 표현 되지만, 더 짧을 수 있다. 예를 들어, 여전히 사용되고 있는 MTN 남아프리카의 이전 IMSI는 14 자리 숫자로 표시된다. 첫 3 숫자는 모바일 국가 코드 (Mobile Country Code, MCC)이고, 그 뒤에 2 자리(유럽 표준) 또는 3 자리(북미 표준)의 모바일 네트워크 코드 (MNC)가 따라온다. MNC의 길이는 MCC 값에 따라 달라진다. 나머지 숫자는 네트워크 사업자에 기반한 모바일 가입자 식별 번호 (MSIN)이다.
IMSI는 ITU E.212 번호 표준을 준수한다.

## IMSI 숫자 표시의 예
| MCC  | 410       | 파키스탄   |
| MNC  | 04        | Zong CMPAK |
| MSIN | 123456789 | 123456789  |

| MCC  | 310       | 미국          |
| MNC  | 150       | AT&T 모빌리티 |
| MSIN | 123456789 | 123456789     |

| MCC  | 460        | 중국       |
| MNC  | 00         | CMCC       |
| MSIN | 1357924680 | 1357924680 |

| MCC  | 450        | 대한민국   |
| MNC  | 05         | SK Telecom |
| MSIN | 1012346789 | 1012346789 |

| MCC  | 520        | 태국       |
| MNC  | 03         | AIS        |
| MNC  | 04         | TRUE       |
| MNC  | 05         | DTAC       |
| MSIN | 1234567890 | 1234567890 |

| MCC  | 470        | 방글라데시   |
| MNC  | 01         | Grameenphone |
| MSIN | 0171566423 | 0171566423   |

## IMSI 분석
IMSI 분석은 IMSI가 속한 네트워크와 그 네트워크로부터 가입자가 주어진 네트워크를 사용하도록 허용되었는 지를 구분하기 위해 가입자의 IMSI를 검사하는 절차이다. (해당 가입자가 아닐 경우, 로밍 계약에 IMSI가 필요하다.)
네트워크 공급자에 속한 가입자가 아닐 경우 IMSI는 글로벌 타이틀(Global Title)로 변환되어야 하는데, 이것은 원격 HLR에서 가입자 정보에 접근하기 위해 사용될 수 있다. 글로벌 타이틀은 국제 모바일 로밍을 위해 매우 중요하다. 북미 밖에서 IMSI는 E.214 표준을 따르는 모바일 글로벌 타이틀(Mobile Global Title, MGT) 형식으로 변환되는데, 이것은 E.164 번호(더 많거나 적은 전화 번호)와 비슷하지만 다르다. E.214는 국제 SS7 스위치로 라우팅하기 위해 사용되는 숫자로 IMSI를 변환하는 방법을 제공한다. E.214는 두 가지 별도의 변환 단계를 함축하고 있다고 해석될 수 있다; 먼저 MMC 결정하고 E.164 전화 국가 코드로 변환 후 MNC를 결정한 다음  캐리어 네트워크 용 국가 네트워크 코드로 변환. 하지만 실제로 이 절차는 사용되지 않고 GSM 번호 부여 단체는 명확하게 한 단계 절차가 사용된다고 말한다.
북미에서 IMSI는 값의 수정 없이 E.212로 직접 변환된다. 이것은 미국 SS7 네트워크입에서 직접 라우팅될 수 있다.
변환 후에, SCCP는 최종 목적지로 메시지를 전송하는데 사용된다. 자세한 내용은 글로벌 타이틀 번역을 참조.

### 세계 지역 1 바깥의 예
이 예는 표준에서 명확하게 설명하지 않는 실례이다.
번역 규칙:
- 28401로 시작하는 숫자 대응 (불가리아 모바일 국가 코드 + 모빌텔 MNC)
- 이를 모빌텔-불가리아 네트워크에 속하는 것으로 인식
- 처음 다섯 개 자리 숫자 삭제 ( MCC+MNC 길이)
- 앞에 35988 (불가리아 E.164 국가 코드 + 불가리아 지역의 접두사에 도달 신호음의 네트워크) 추가
- E.214 번호 부여 방식에 따라 숫자 붙임
- SCCP 네트워크를 통해 글로벌 타이틀에 메시지를 라우팅

결과적으로, 284011234567890가 E.214 번호 부여 방식에 의해서 359881234567890이 된다.
번역 규칙:
- 310150로 시작하는 숫자 대응 (미국 첫 번째 MCC + Cingular MNC)
- 첫 번째 여섯 숫자 제거 (MCC+MNC 길이)
- 앞에 추가 14054 (북아메리카 E.164 국가 코드 +네트워크를 위한 코드 Cingular) 추가
- E.214 번호 부여 방식에 따라 숫자 붙임
- SCCP 네트워크를 통해 글로벌 타이틀에 메시지를 라우팅

결과적으로, 310150123456789가 E.214 번호 부여 방식에 의해서 14054123456789가 된다.
이것은 E.214 호환 글로벌 타이틀(번호 부여 방식 표시자는 SCCP 메시지에서 7로 설정된다)이다. 이 숫자는 현재 글로벌 타이틀 분석으로 보내질 수 있다.

### 세계 영역 1(북미) 안에서의 예
번역 규칙:
- 28401로 시작하는 숫자 대응 (불가리아 MCC + 모빌텔 MNC)
- 이를 모빌텔-불가리아 네트워크에 속하는 것으로 인식
- 숫자의 개수를 변경하지 않음
- E.214 번호 부여 방식에 따라 숫자 붙임.
- SCCP 네트워크를 통해 글로벌 타이틀에 메시지를 라우팅

결과적으로, 284011234567890이 E.212 번호 부여 방식에 의해 284011234567890이 된다.
이 숫자는 ANSI에서 ITU 체계로 변환되어야 한다. 더 자세한 내용은 글로벌 타이틀 변환 참조

## 홈 네트워크 식별자
홈 네트워크 식별자(Home Network Identity, HNI)는 MCC 및 MNC의 조합이다. 이것은 PLMN으로도 알려져 있으며 가입자의 홈 네트워크를 완전히 식별한다.

## 같이 보기
- IMEI
- 빌
- 전자 일련번호
- MSISDN
- 사용 가능한 모든 정보를 포수